# 유성원
유성원(柳誠源, ？~ 1456년)은 조선의 문신이자 사육신의 한 사람이다. 자는 태초(太初), 시호는 절의(節義), 뒤에 충경(忠景)을 더하였다.

## 생애
본관은 문화(文化)이다. 사인(舍人) 유사근(柳士根)의 아들로 1444년(세종 26) 문과에 급제하여 1447년(세종 29) 중시(重試)에 합격하여 호당(湖當)에 들고, 집현전 학사로 있으면서 세종의 총애를 받았다. 문종이 재위 2년 만에 죽고 단종이 즉위하자, 1453년 수양대군이 계유정난을 일으켜 김종서, 황보인등 조정의 대신들을 죽이고 스스로 영의정부사·이조판서·호조판서·내외병마도통사를 겸한 뒤, 교서(敎書)를 만들어 그 훈공을 기록하려 할 때 집현전 학사들이 모두 도망했으나, 유성원만이 혼자 잡혀서 협박 끝에 정난공신의 공로를 기록하는 교서를 쓰고 집에 돌아와 통곡했다. 그 후 1456년(세조 2) 성삼문·박팽년·하위지·유응부등과 함께 단종의 복위를 꾀하다가 일이 탄로되자 집에 돌아와 아내와 이별의 술잔을 나누고 조상의 사당에서 칼로 자결하였다.

## 사후
자결을 한 후 시체는 1456년(세조 2) 6월 7일 거열형(車裂刑, 다리를 두 개의 수레에 각각 묶어 몸을 찢어 죽이던 형벌)을 당하였고, 같은 해 9월 7일에는 아내 미치(未致) 와 딸 백대(百代)는 좌승지(左承旨) 한명회(韓明澮)에게 분배되었다. 1691년(숙종 17)에 복관(復官)되고, 영조 때 이조판서에 추증(追贈)되었으며 1902년에 충신정려(忠臣旌閭)가 내려졌다. 현재 과천의 민절사(愍節祠), 연산의 팔현서원(八賢書院), 홍주의 녹운서원(綠雲書院), 대구의 낙빈서원(洛濱書院), 의성의 학산 충렬사(鶴山 忠烈祠), 영월의 창절사(彰節祠)에서 제향되고 있다. 《가곡원류》에 시조 1수가 전한다.

## 가족 관계
- 할아버지 : 유호(柳滸)
  - 아버지 : 유사근(柳士根)
  - 어머니 : 윤임(尹臨)의 딸
    - 동생 : 유승순(柳承順)
    - 아내 : 미치(未致)[2]
      - 딸 : 백대(百代)[2]

## 매체에서 등장하는 유성원

### 드라마
- 1980년 - (KBS, 파천무 - 배우 : 양영준)
- 1990년 - (KBS, 파천무 - 배우 : 박경득)
- 1994년 - (KBS, 한명회 - 배우 : 박용식)
- 1998년 - (KBS, 왕과 비 - 배우 : 장기용)

## 같이 보기
- 사육신
- 생육신
- 성삼문
- 성승
- 유자미